# Al-hurra
Al-hurra o al hurra (en árabe: حُرَّة) era un título árabe que históricamente se daba o se usaba con frecuencia para referirse a mujeres que ejercían poder o tenían una posición de poder o alto estatus.
En un harén, el título a menudo se usaba para referirse a una esposa legal de origen aristocrático, para distinguir su estatus del de la concubina comprada en el mercado de esclavos, a la que se hacía referencia como jarya; y se usaba para describir a una mujer aristocrática musulmana que era «libre» en el sentido de que no era una esclava. Está relacionado con Sayyida (Ama o dama), la palabra femenina de sayyid (Amo o Señor). Sin embargo, aunque el título se dio a las mujeres como una alternativa a los títulos de malika (Reina), Sultana (sultán femenina) y Sitt (Dama), no había un equivalente masculino exacto al título de al-hurra.
El título se otorgaba a menudo a mujeres que ejercían poder político, pero no significaba necesariamente que fueran soberanas: Alam al-Malika y Sayyida al-Hurra, por ejemplo, llevaban este título. Ambas tenían cargos políticos; no como soberanas, sino como consejero político y gobernador respectivamente.